# روبن أندرو (لاعب بولينغ)
روبن أندرو (بالإنجليزية: Robin Andrew) هو لاعب بولينغ نيوزيلندي، ولد في 6 أكتوبر 1912، وتوفي في 25 أغسطس 1985.

## روابط خارجية
- روبن أندرو على موقع اللجنة الأولمبية النيوزيلندية (الإنجليزية)